# Пулир (Белуно)
Пулир (итал. Pullir) је насеље у Италији у округу Белуно, региону Венето.
Према процени из 2011. у насељу је живело 232 становника. Насеље се налази на надморској висини од 353 м.